# Iarove, Burîn
Iarove (în ucraineană Ярове) este un sat în comuna Husteanka din raionul Burîn, regiunea Sumî, Ucraina.

## Demografie
Componența lingvistică a localității Iarove
     Ucraineană (100%)
Conform recensământului din 2001, toată populația localității Iarove era vorbitoare de ucraineană (100%).